# Odborná zkouška výtahu
Odborná zkouška výtahu je dle ČSN 27 4007 zkouška výtahu prováděná v pravidelných intervalech k ověření funkce a způsobilosti k dalšímu provozu, zahrnující i prověření elektrického zařízení výtahu a zjištění nebezpečí či nebezpečných situací.

## Kdo provádí
Odbornou zkoušku provádí zkušební technik servisní firmy.

## Lhůty
- Výtahy určené k dopravě osob nebo osob a nákladů - 3 roky
- Výtahy určené pouze k dopravě nákladů a malé nákladní výtahy - 6 let

## Ostatní
Lhůta pro první odbornou zkoušku se odvozuje od data provedení výtahu do provozu nebo od data poslední odborné zkoušky provedené podle ČSN 27 4007.